# Tchoin (chanson)
Singles de Kaaris
2 bigos Nador

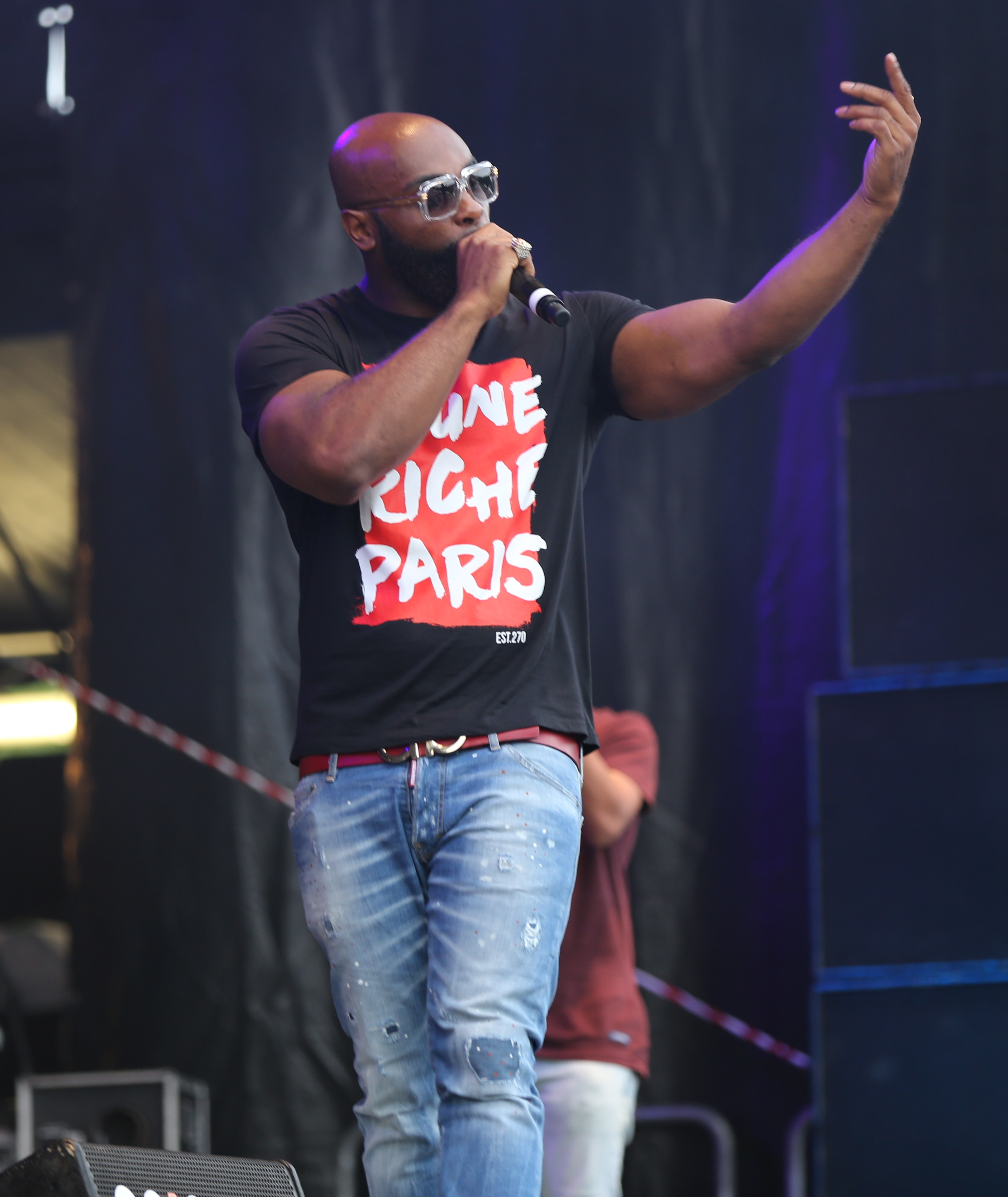
Kaaris au Out4fame-Festival à Hunxe, en 2016

Tchoin est une chanson du rappeur Kaaris, sorti le 11 novembre 2016 et présent sur l'album Okou Gnakouri. Le titre est certifié single de diamant par le SNEP.
Dans ce single, Kaaris y évoque l'attitude des hommes à choisir la facilité, notamment avec les femmes.
Le mot tchoin vient d'ailleurs du nouchi, un argot de Côte d'Ivoire, le pays d'origine du rappeur.

## Polémique autour de la chanson
La chanson, ainsi que le clip, causeront la polémique avec des paroles et des scènes jugées outrancières et misogynes par plusieurs associations féministes. 
Dans le clip du rappeur, l'homme se dispute avec la femme de son fils, et à la suite de cette altercation, il décide de rejoindre ses amis en boîte de nuit. Kaaris entame alors sa chanson, entouré de femmes qui dansent autour de lui, également accompagné du rappeur Sofiane. 

## Accueil commercial
Le single sera certifié single de diamant au bout de 5 mois.
Le clip disponible sur la plateforme Youtube comptabilise plus de 100 millions de vues à ce jour.
Le clip est déconseillé aux moins de 10 ans sur CStar.
Actuellement Tchoin est le deuxième titre le plus visionné de la carrière du rappeur sur la plateforme YouTube et le plus écouté sur les plateformes de streaming musicales comme Spotify.
| Classement (2017)   | Meilleure position |
| France              | 7                  |
| Belgique (Wallonie) | 40                 |